# Генріх фон Тунна
Генріх фон Тунна (нім. Heinrich von Tunna, помер 2 червня 1209 року в  Акрі) — 3-й великий магістр Тевтонського ордену в 1208- 1209 роках. Був відомий також як Генріх Барт (нім. Heinrich Bart). Барт в перекладі означає «борода». Продовжував політику свого попередника, Отто фон Керпена, по зміцненню незалежності Ордену.